# Пошехонье (город)
Пошехо́нье — город (с 1777) в России, городское поселение, административный центр Пошехонского района Ярославской области.

## Этимология
Упоминается в актах конца XVII века как село Пертома. Первоначальное название села образованно от одноимённой реки — Пертома (Пертомка), в свою очередь гидроним имеет финно-угорское  происхождение и восходит к мерянскому pert — «изба» с типичным конечным формантом -(о)ма (земля): например Андома, Няндома). С 1777 года город Пошехонье означающее «местность по реке Шехонь», где Шехонь одна из форм названия Шексна.

## География
Город расположен на Молого-Шекснинской низине на левом берегу реки Согожи, при её впадении в Рыбинское водохранилище, в 53 км к северу от Рыбинска, в 103 км к северо-западу от Ярославля. Общая площадь территории Пошехонья составляет 7,84 км2, из них под водными объектами находится 2,41 км2.
В Пошехонье протекают пять рек: Согожа, Сога, Шельша, Пертомка и Троицкий ручей. Они соединяются в центре города, впадая в Согожу. Русла этих рек были сильно расширены Рыбинским водохранилищем, что вызвало необходимость построить множество мостов вдобавок к уже существовавшим.
Через Пошехонье проходят магистральная автодорога Рыбинск-Череповец, а также дороги межрайонного значения Пошехонье-Данилов и Пошехонье-Пречистое.

## История
Местность по реке Шексне издавна называлась Пошехонье по старому названию реки — Шехонь, и до 1341 года входила в Ярославское княжество.
В 1565 году, когда царь Иван Грозный разделил Русское царство на опричнину и земщину, город вошёл в состав последней и находился в ней до 1569 года.
В XVII веке на месте современного города Пошехонье находилось село Пертома (финно-угорское название, по местоположению на реке Пертомке, впадающей в реку Согожу — приток Шексны). В нём с 1680 года размещалась воеводская канцелярия. Это время характеризуется следующей записью: «Пошехонский токмо уезд, а города не имеется».
В 1777 году указом Екатерины II село было переименовано в город Пошехонье и включено в состав Ярославского наместничества. Для усиления административной роли города здесь были открыты присутственные места, городской магистрат, ратуша и другие учреждения: земский, уездный, сиротский и словесный суды, полиция и тюремный острог. Утверждён герб города: «В золотом поле накрест, две зелёные зубчатые полосы: посредине в серебряном щите герб Ярославского наместничества.» Две зубчатые полосы — это также зубчатый Андреевский крест.
С XVIII века в Пошехонье развивался золотобойный промысел — изготовление тончайших листов сусального золота, серебра. Развиваются ремёсла: к 1862 году насчитывалось 30 заведений: 6 хлебопекарных, 3 портняжных, 5 сапожных, 4 столярных, 2 золотобойных, 10 кузниц. К концу XIX века в городе работает свечно-восковой завод, пять кожевенных, крупчатая мельница и три золото- и серебряно-сусальных завода.
Перед Октябрьской революцией в городе развиваются кожевенные заводы с паровыми двигателями купцов Шалаева и Дубова, растут судостроительные мастерские Копотихова, работают два винокуренных завода, лесопильня, мельницы.
В 1918 году город Пошехонье был переименован в Пошехонье-Володарск в память о революционном деятеле В. Володарском. В годы советской власти Пошехонье-Володарск стал центром большого сельскохозяйственного района. Появились новые предприятия местной и кооперативной промышленности по переработке сырья и сельскохозяйственной продукции, маслосырзавод, льнозавод, рыбзавод. Город готовит специалистов для сельского хозяйства в техникуме и колхозной школе, где занимаются дети колхозников всего северо-западного края.
Весной 1941 года после создания Рыбинского водохранилища изменился ландшафт города. Появились большие водные пространства, подступившие вплотную к городскому центру, часть территории оказалась под водой. У города появились новые возможности для связи водным путём не только с областными городами, но и с Москвой и Ленинградом, что усилило пассажиропотоки и транспортировку грузов, увеличились возможности рыбного промысла, возросли мощности энергосистемы.
В 1992 году городу возвращено название Пошехонье.

## Население
| 1856  | 1897  | 1913  | 1926  | 1931  | 1939  | 1959  | 1970  | 1979  | 1989  | 1992  | 1996  |
| ----- | ----- | ----- | ----- | ----- | ----- | ----- | ----- | ----- | ----- | ----- | ----- |
| 2900  | ↗4000 | ↗4300 | ↗4304 | ↗4400 | ↗6856 | ↗7853 | ↗8010 | ↘7834 | ↗8042 | ↘8000 | ↘7700 |
| 1998  | 2000  | 2001  | 2002  | 2003  | 2005  | 2006  | 2007  | 2008  | 2009  | 2010  | 2011  |
| ↘7500 | ↘7400 | ↘7300 | ↘6973 | ↗7000 | ↘6900 | →6900 | ↘6712 | ↘6600 | ↘6585 | ↘6084 | ↘6073 |
| 2012  | 2013  | 2014  | 2015  | 2016  | 2017  | 2018  | 2019  | 2020  | 2021  |       |       |
| ↘5995 | ↘5963 | ↘5905 | ↘5868 | ↘5864 | ↗5867 | ↘5821 | ↘5747 | ↘5650 | ↘5150 |       |       |

На 1 января 2025 года по численности населения город находился на 1072-м месте из 1124 городов Российской Федерации.
Национальный состав
По итогам переписи населения 2020 года проживали следующие национальности (национальности менее 0,1 % и другое, см. в сноске к строке «Другие»):
| Национальность | Численность, чел. | Доля     |
| -------------- | ----------------- | -------- |
| Русские        | 5029              | 97,65 %  |
| Украинцы       | 25                | 0,49 %   |
| Цыгане         | 14                | 0,27 %   |
| Армяне         | 9                 | 0,17 %   |
| Другие         | 73                | 1,42 %   |
| Итого          | 5150              | 100,00 % |

## Экономика
В городе имеются предприятия пищевой промышленности, в том числе сыродельный завод, на котором делали известный по всей России пошехонский сыр, в данный момент разорён. В 2007 году губернатор Ярославской области заявлял о планах восстановить завод в следующем десятилетии. По состоянию на 2022 год процесс восстановления запущен не был.
Действует Пошехонский лесокомбинат.

### Предприятия города
- ООО «Альфа» (база отдыха «Чудной двор»)
- ГУП «Автодор» (строительство и обслуживание автодорог)
- АТП «Пошехонское» (транспортные перевозки)
- ООО «Волгостройсервис» (строительство)
- ИП Плакса (швейная фабрика)
- «Пищекомбинат» (производство кондитерских изделий)
- ООО «Птицефабрика Пошехонская»
- «Хлебозавод»
- ООО «Шехонь — Лактулоза» (производство лактулозы и плавленного сыра)
- ОАО «Лен» (производство и переработка льна)
- ОАО «Доркоммунсервис г. Пошехонье» (гостиничные услуги)
- ОАО «Пошехонский водоканал»
- ОАО «Пошехонская теплосеть»
- ОАО «Пошехонский рыбозавод»
- Пошехонский лесокомбинат

## Достопримечательности

### Храмы
- Троицкий собор на центральной площади Пошехонья
- Троицкий собор, вид с колокольни
- Церковь Успения Пресвятой Богородицы

- Троицкий собор (1717 г.)
- Церковь Успения Пресвятой Богородицы (1822 г.)
- В пяти километрах от города, в Адриановой Слободе — Адрианов Успенский монастырь (Адрианова-Бельская пустынь)
- Слияние рек Соги, Согожи и Пертомки

### Гражданская застройка
- Торговые ряды
- Земская управа

- Торговые ряды (1830-е гг.)
- Пожарное депо (XIX в.)
- Полицейская управа (нач. XIX в.)
- Дом купцов Шалаевых (нач. XIX в.)
- Гостиница купцов Шалаевых (нач. XIX в.)
- Дом Кукличевых (нач. XIX в.)
- Дом Первовых (нач. XIX в.)
- Дом Щукаловых (нач. XIX в.)
- Городская управа (нач. XIX в.)
- Земская управа (кон. XIX в.)
- Дом купца Дубова (нач. XIX в.)
- Женская гимназия (кон. XIX в.)
- Духовное училище (XVIII—XIX вв.)

### Памятники
- Памятник 1941—1945 гг.

- Памятник В. И. Ленину
- Памятник братьям Королёвым
- Памятник Неизвестному Солдату
- Аллея Героев

### Музеи
- Музей «Топтыгин дом»
- Историко-краеведческий музей

- Пошехонский историко-краеведческий музей (Любимская ул., д. 20)
- Музей «Топтыгин дом» (Советская ул., д. 4)
- Музей «Русь Советская» (пос. Ясная Поляна)
- Резиденция Водяного (Советская ул., д. 2)

## Общественный транспорт
Городской общественный транспорт представлен в основном автобусами средней и большой вместимости (ЛиАЗ-5256.36-01, ПАЗ-320412-05 «Вектор», ПАЗ-4234)
Присутствует единственный внутригородской автобусный маршрут № 1 (Высоково — посёлок Ясная Поляна), охватывающий практически всю территорию Пошехонья.
Ежедневно от автостанции отправляется пять внутриобластных и одиннадцать пригородных автобусных маршрутов, обслуживаемых Пошехонский филиал АО «Ярославское АТП» (до 2016 года — ГП ЯО «Пошехонское АТП»). Через город также проходят восемь транзитных маршрутов.
Междугородние маршруты:
- 505. Пошехонье — Рыбинск
- 506. Пошехонье — Ярославль (через Рыбинск)
- 520. Пошехонье — Пречистое
- 530. Пошехонье — Ярославль (через Данилов, ЯОКБ)
- 530к. Пошехонье — Ярославль (через Данилов)
- 533 Данилов — Пошехонье
- 537 Ярославль — Пошехонье

Пригородные маршруты:
- 102. Пошехонье — Семёновское (кроме вторника и четверга)
- 105. Пошехонье — Андрюшино (кроме вторника и пятницы)
- 106. Пошехонье — Кардинское
- 108. Пошехонье — Гужово (через Холм, Большие Ночевки) (ежедневно)
- 110. Пошехонье — Зубарево (кроме вторника и четверга)
- 112. Пошехонье — Ларионово (ежедневно)
- 114. Пошехонье — Никольское
- 119. Пошехонье — Зинкино (через Ермаково) (ежедневно)
- 120. Пошехонье — Спас (ежедневно)
- 121. Пошехонье — Тайбузино (через Благодать, Тимино) (понедельник, пятница)
- 122. Пошехонье — Благодать (через Тимино)

Транзитные маршруты:
- Рыбинск — Вологда / Вологда — Рыбинск (среда, пятница, воскресенье)
- Череповец — Рыбинск / Рыбинск — Череповец (ежедневно)
- Череповец — Ярославль / Ярославль — Череповец (ежедневно, воскресенье)
- Ярославль — Санкт-Петербург / Санкт-Петербург — Ярославль (пятница, воскресенье)

## СМИ
Единственное СМИ района — газета «Сельская новь», выходящая с марта 1918 года. Является старейшей районной муниципальной газетой Ярославской области.

### Телевидение
Ярославский филиал ФГУП «РТРС» обеспечивает на территории города и района приём первого и второго мультиплексов цифрового эфирного телевидения России из Михайлово и Заднево (21 ТВК — первый, 57 ТВК — второй).
Ранее в городе осуществлялось вещание телеканала «НТВ» (22 ТВК). Планировались местные передачи в рамках проекта «ТВ-Деревня».

### Радио
В советское время существовало «Пошехонское радио».

## Известные жители
- Адриан Пошехонский — основатель Адрианова Пошехонского монастыря.
- Савва Яковлевич Дерунов — прозаик, этнограф.
- Анатолий Степанович Смыслов — контр-адмирал.
- Галина Алексеевна Каменская — Герой Социалистического труда.
- Аркадий Константинович Марков — детский поэт.